# Eden Mountain
Eden Mountain är ett berg i Kanada.   Det ligger i provinsen British Columbia, i den sydvästra delen av landet, 3 700 km väster om huvudstaden Ottawa. Toppen på Eden Mountain är 1 641 meter över havet, eller 724 meter över den omgivande terrängen. Bredden vid basen är 4,8 km.
Terrängen runt Eden Mountain är huvudsakligen bergig, men västerut är den kuperad.Trakten runt Eden Mountain är nära nog obefolkad, med mindre än två invånare per kvadratkilometer.. Det finns inga samhällen i närheten.
I omgivningarna runt Eden Mountain växer i huvudsak barrskog.